# Beania magellanica
Beania magellanica är en mossdjursart som först beskrevs av Busk 1852.  Beania magellanica ingår i släktet Beania och familjen Beaniidae. Inga underarter finns listade i Catalogue of Life.

## Bildgalleri

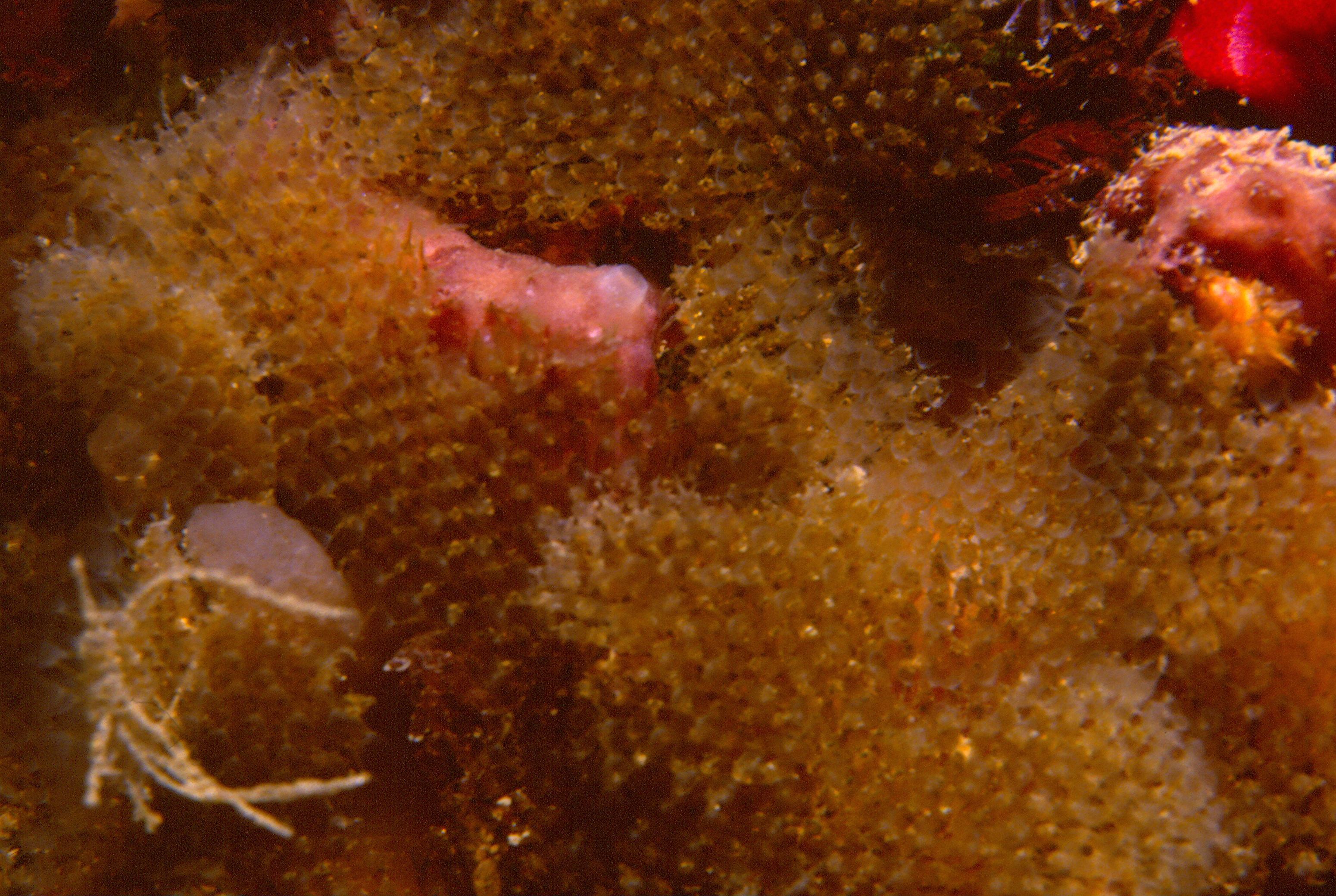
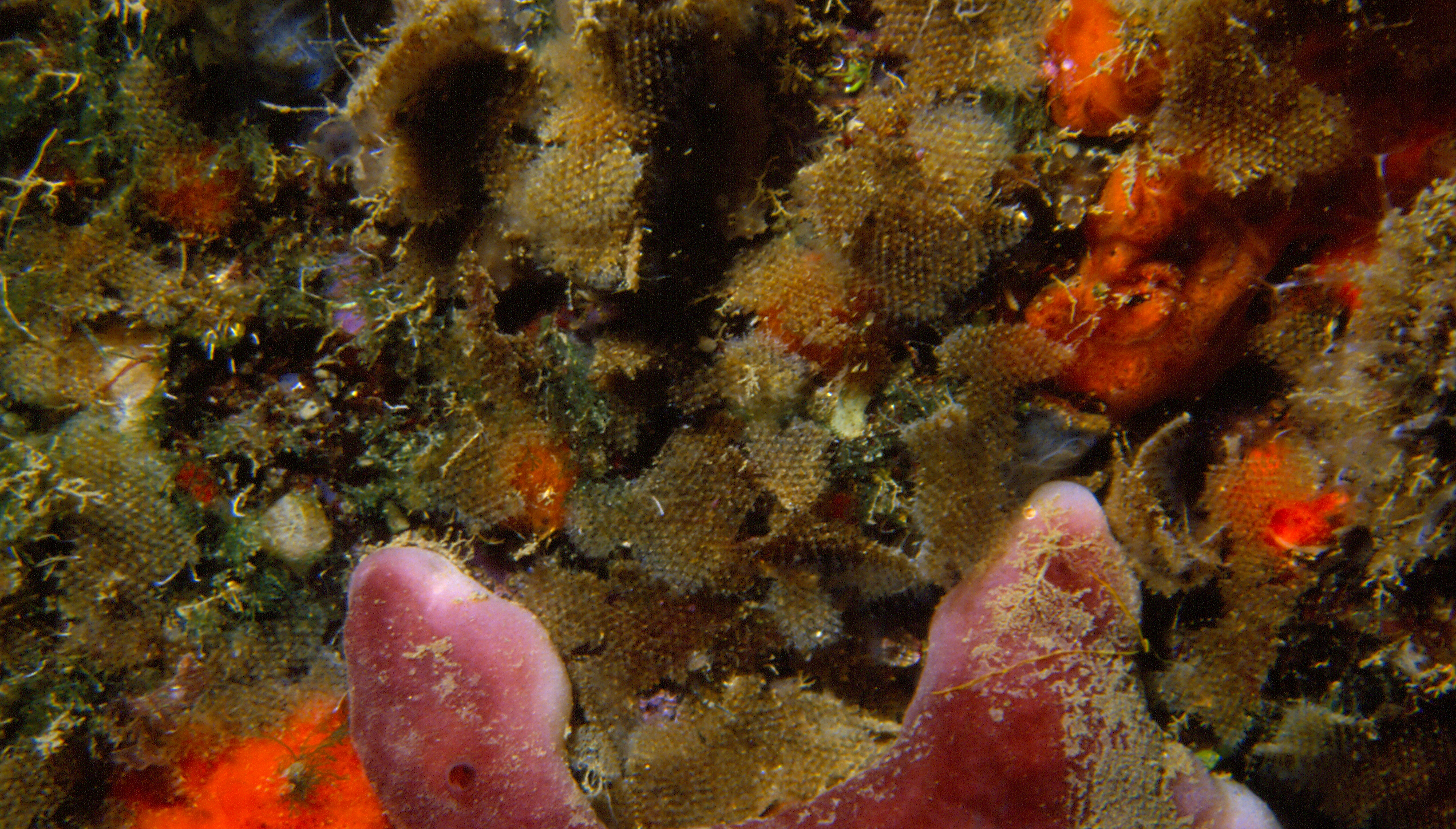
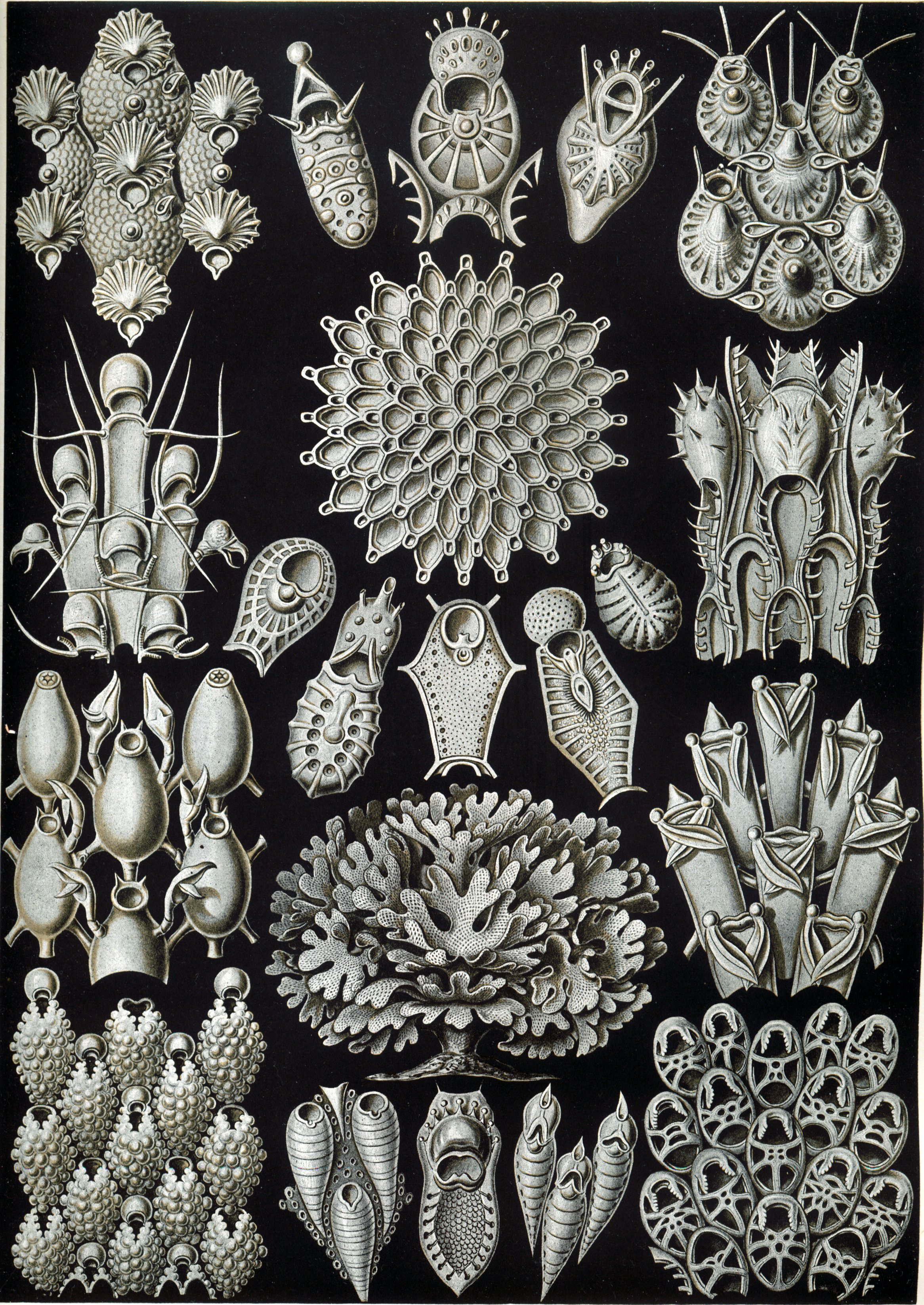
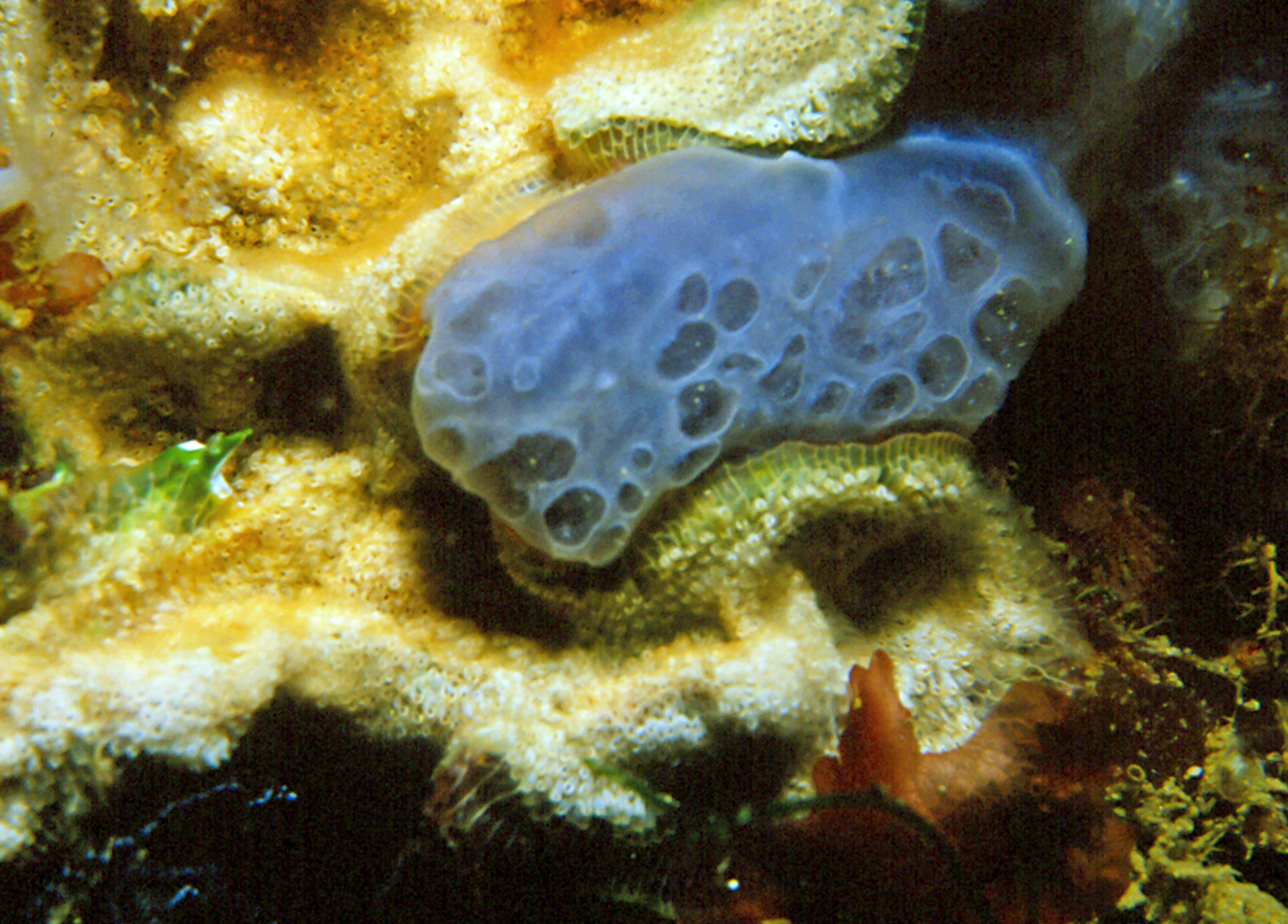